# オクティヴィア・E・バトラー
オクティヴィア・エステル・バトラー（英語: Octavia Estelle Butler、1947年6月22日 - 2006年2月24日）はアメリカ合衆国のSF作家。
SF作家としては珍しいアフリカ系アメリカ人かつ女性であり、その民族的、性別的視点はユニークなものであると評されている。1995年、SF作家として初めてマッカーサー基金から「天才賞」マッカーサー・フェローを授与された。

## 生涯
カリフォルニア州パサデナで生まれ育った。5人目の子供として生まれ、しかし4人の兄は早くに亡くなり、また靴磨きだった父も彼女が赤ん坊のころに喪い、祖母と女中をして稼ぐ母に育てられた。様々な人種が入り混じった地区で、苦労して成長した。Norton Anthology of African American Literature によれば、バトラーは「厳格なバプテスト派の家族の中の唯一の子供で内省的」で「早くから Amazing、Fantasy and Science Fiction、Galaxy といった雑誌に惹きつけられ、SFの古典を読み漁るようになった」
オクティヴィア（母も同名だったため、ジュニアを意味するジュニー (Junie) と呼ばれていた）は内向的な夢想家で、後にディスレクシアと診断された。10歳で母を説き伏せタイプライターを購入して貰い、「寂しさと退屈をまぎらすため」に書き始め、12歳で生涯を捧げることになるSFに目覚めた。Black Scholar 誌でバトラーは「私は自作の短い物語を書いていた。12歳のとき、ひどいSF映画 Devil Girl from Mars を見ていて、これより良いストーリーを書けると思った。だからテレビを消して、書いてみた。それ以来ずっとSFを書いている」と書いている。またSFにのめり込んだ理由として、それが最も自由に創造性を発揮出来るからと述べている。
パサデナ・シティカレッジで1968年に準学士を取得後、1969年カリフォルニア州立大学ロスアンゼルス校に進み、さらに当時シオドア・スタージョンやハーラン・エリスンが教授を務めていたUCLAでライティング・コースを受講した。在学中様々な職業を経験し、この時の体験は『キンドレッド』に活かされている。
バトラーは後に「小説を書くための最良の助言」を与えてくれたとして、2つのワークショップを挙げている。
- The Open Door Workshop（1969年-1970年） - Writers Guild of America, West がラテン系およびアフリカ系の作家志望者向けに開いていたワークショップ。ここでバトラーはハーラン・エリスンと出会った。
- クラリオン・ワークショップ（1970年） - エリスンの紹介で参加。ここでサミュエル・R・ディレイニーと出会った[10]。

1995年マッカーサー財団より、サイエンス・フィクションと神秘主義、神話そしてアフリカ系アメリカ人の精神性の卓越した融合を讃えて「天才賞」マッカーサー・フェローを授与される。バトラーはこのことを謙虚に受け止め、「私は何か高貴な目的があった訳ではなく、ただ良い物語を書くことが好きなのだ」、しかし「もし私の書いたものが、他の人にとってこの世界を理解することの助けになっているのなら、それはより一層喜ばしいことだ」と述べている。
1999年11月、バトラーはワシントン州シアトルに移った。
バトラーは自身を「気ままで非社交的、シアトルの真ん中の隠者、不注意なときは悲観主義者、フェミニスト、黒人、元バプテスト、水と油のように野心と怠惰と不安と自信と活力の混じったもの」と評した。人種と性別のあいまい性はバトラーの作品のテーマとなっている。
2006年2月24日、バトラーはワシントン州 Lake Forest Park の自宅の外で亡くなった。報道では、歩道で転んで頭を打ったために死亡したとされていたが、即死ではなく頭を打ったことで脳梗塞を誘発したためともされている。また、ローカス誌（issue 543; Vol.56 No.4）によれば、逆に脳梗塞が引き金となって転んで頭を打ったとされている。

## 経歴
最初に刊行された作品は "Crossover" でクラリオンの1971年版アンソロジーに収録された。"Childfinder" はハーラン・エリスンが買い取ったが、予定されていたアンソロジー The Last Dangerous Visions は刊行されていない。「私は自分が作家としての道にあると思っていた…」とバトラーは自身の短編集 Bloodchild and Other Stories で書いている。「実際、別の原稿が売れるまでの5年間、別の仕事で食いつながなければならなかった」
Patternist シリーズ
1974年、バトラーは Patternmaster を書き始め（Devil Girl from Mars を見た後に書き始めた物語がベースとされている）、1976年に処女作として出版された（ただし Patternist シリーズの中では5番目にあたる）。その後8年以上に渡って、続編を4冊出版したが、出版順と執筆順は異なる。同シリーズの1作目である Wild Seed は1980年に出版された。その中でバトラーは、2人の不死のキャラクターが家族を形成していく様を描いている。男性キャラクター Doro は、食料としても仲間としても役立つサイキックパワーの強い人々を生み出していく。女性キャラクター Anyanwu は村を作る。2人は全く異なるが、同時に唯一の不死または超長命な存在として互いを必要とするようになる。同書はまた、権力と奴隷化の精神力学も描いている。
キンドレッド
1979年、『キンドレッド――きずなの召喚』を出版。タイムトラベルというSFの設定を使ってアメリカの奴隷制度を描いている。アフリカ系アメリカ人の女性 Dana は1976年のロサンゼルスから19世紀初頭のメリーランドに何故か転送されてしまう。そこで彼女は自分の先祖に会う。Rufus は白人の奴隷所有者、Alice はアフリカ系アメリカ人で生まれたときは奴隷ではなかったが、後に奴隷にされてしまった。この小説は本屋ではSFではなくアフリカ系アメリカ人の文学として配置されることが多かった。バトラー自身もこれをSFではなく「グリム・ファンタジー」だと言い、「サイエンスの要素が全くない」と言っている。確かにタイムトラベルの科学的説明は小説内でなされていない。同書はバトラーの全作品の中でも最も有名で、これまでに25万部を販売している。バトラーはこの作品に関連して「人々は、社会全体が自分に敵対していることがどんなものかをよく考える必要があると思う」と述べている。また、この作品は「奴隷制の歴史と、豊かに迎えた1976年のアメリカ建国二百年記念という、アメリカの歴史における2つの特殊な出来事に関する議論」を提出したと Angelyn Mitchell は述べている。
Lilith's Brood
Lilith's Brood（Xenogenesis 三部作とも呼ばれていた）は3つの長編小説から成る。中心となるキャラクターは Lilith と遺伝子改変された彼女の子供である。戦争によって地球が破壊され、Lilith たちは地球外生命の Oankali に救出される。Oankali には第3の性別 ooloi があり、遺伝子操作能力と性的誘惑能力と意識共有能力を持っている。これらの力で他の2つの性を束ね、さらには遭遇する他の種をもまとめていく。Oankali は生物の商人であり、他の知的種族と遺伝子を交換している。
Parable シリーズ
1994年のディストピア小説 Parable of the Sower はネビュラ賞にノミネートされ、1999年には続編 Parable of the Talents で受賞した。これらは架空の宗教 Earthseed の起源を描いたものである。バトラーは3作目 Parable of the Trickster（仮題）を書く予定だと公言していたが、いくつかの壁に突き当たり、7年間新たな小説を書けなかった。
Fledgling
バトラーは創作の主眼を変え、2005年に Fledgling を出版した。これはSF的な吸血鬼ものである。バトラー自身はこれを戯れと言っているが、読者は他の作品と結びつけ、人種や性別や共同体の一員になる意味などといったテーマを読み取った。さらに Parable of the Sower のテーマでもある「生命の多様性の必然性」にも関連している。

### 短編
バトラーの短編集としては、1995年の『血をわけた子ども』Bloodchild and Other Storiesがある。序文でバトラーは「短編を書くのは嫌いだ」と書いており、自分は「本質的に長編作家だ。私が興味を持つアイデアは大きくなる傾向がある」と書いている。1971年から1993年までの5つの短編が収録されている。表題にもなっている「血をわけた子供」はヒューゴー賞とネビュラ賞を受賞した作品で、昆虫のような種族に支配された惑星で居留地に住む人類を描いている。その異星人は人間に卵を植え付けて幼虫を育てるため、一種の共生関係が存在している。バトラーはあとがきで、この作品がよく言われているような奴隷制度に関するものではなく、愛情と未来、さらには男性の妊娠を描いたもので、宇宙に広まっていった人類が先住種族と結ばなければならないかもしれない「奇妙な提携関係」を描いたのだと書いている。バトラーはまた、ウマバエに感じる恐怖を彼女なりに描いたものだとも書いている。

### 社会批判テーマ
バトラーは思弁小説の形式で、現代や古代の社会問題を描く。比喩的な言葉で、人種、性別、性、宗教、社会の進歩、社会階級といった概念を表すことが多い。しかし、そういった問題を比喩だけで扱うわけではない。例えば、階級闘争は Parable シリーズの明確なテーマのひとつである。一方で、彼女のストーリーはその問題の解決法を提示することはなく、希望が生き残るだけと John R. Pfeiffer は述べている。

## 受賞歴
受賞
- 2000: PEN American Center （作家としての）功労賞
- 1999: ネビュラ賞 長編小説部門 - Parable of the Talents
- 1995: マッカーサー・フェロー選出
- 1985: ヒューゴー賞 中編小説部門 - 「血をわけた子供」
- 1985: ローカス賞 ノヴェレット部門 - 「血をわけた子供」[19]
- 1985: SFクロニクル賞 ノヴェレット部門 - 「血をわけた子供」[20]
- 1984: ネビュラ賞 中編小説部門 - 「血をわけた子供」
- 1984: ヒューゴー賞 短編小説部門 - 「ことばのひびき」
- 1980: Creative Arts Award, L.A. YWCA

ノミネート
- 1994: ネビュラ賞 長編小説部門 - Parable of the Sower
- 1987: ネビュラ賞 中編小説部門 - 「夕べと朝と夜と」
- 1967: Fifth Place, Writer's Digest Short Story Contest

その他
- NASAの火星探査ミッション「マーズ2020」において、2021年2月18日にパーサヴィアランスが着陸した地点の名前がオクティヴィア・E・バトラー着陸点（英語版）と名付けられた。

## 奨学制度
2006年、The Octavia E. Butler Memorial Scholarship が Carl Brandon Society によって創設された。バトラーのような有色人種の作家がクラリオン・ワークショップに参加できるよう奨学金を提供することを目的としている。最初の奨学金は2007年に授与された。

## 日本語訳作品
長編
- 『キンドレッド――きずなの召喚』（1992年、風呂本惇子/岡地尚弘訳、山口書店） Kindred, 1979
  - 『キンドレッド』（2021年、風呂本惇子/岡地尚弘訳、河出文庫）

短編集
- 『血をわけた子ども』（2022年、藤井光訳、河出書房新社）Bloodchild and Other Stories, 1995

短編
- 「ことばのひびき」（SFマガジン1985年12月号、山田順子訳）"Speech Sounds", 1983[22]
- 「血をわけた子供」（SFマガジン1986年2月号、小野田和子訳）"Bloodchild", 1984[23]
- 「夕べと朝と夜と」（SFマガジン1989年8月号、幹遙子訳）"The Evening and the Morning and the Night", 1987[24]

### 伝記
- Gates, Henry Louis Jr (ed.). "Octavia Butler." In The Norton Anthology of African American Literature, 2nd Edition. New York: W.W. Norton and Co, 2004: 2515.
- Geyh, Paula, Fred G. Leebron and Andrew Levy. "Octavia Butler." In Postmodern American Fiction: A Norton Anthology. New York: W.W. Norton and Company, 1998: 554-555.

### 学術研究
- Baccolini, Raffaella. "Gender and Genre in the Feminist Critical Dystopias of Katharine Burdekin, Margaret Atwood, and Octavia Butler." in Future Females, the Next Generation: New Voices and Velocities in Feminist Science Fiction Criticism, Marleen S. Barr (ed.). New York: Rowman and Littlefield, 2000: 13-34.
- Haraway, Donna. "A Cyborg Manifesto: Science, Technology, and Socialist-Feminism in the Late Twentieth Century," and "The Biopolitics of Postmodern Bodies: Constitutions of Self in Immune System Discourse," in Simians, Cyborgs and Women: The Reinvention of Nature. New York: Routledge, 1991: 149-181, 203-230.
- Holden, Rebecca J., "The High Costs of Cyborg Survival: Octavia Butler's Xenogenesis Trilogy," in Foundation: The International Review of Science Fiction 72 (1998): 49–56.
- Lennard, John. Octavia Butler: Xenogenesis / Lilith's Brood. Tirril: Humanities-Ebooks, 2007. ISBN 978-1-84760-036-3
- -- "Of Organelles: The Strange Determination of Octavia Butler." In Of Modern Dragons and other essays on Genre Fiction. Tirril: Humanities-Ebooks, 2007: 163-90. ISBN 978-1-84760-038-7
- Levecq, Christine, "Power and Repetition: Philosophies of (Literary) History in Octavia E. Butler's Kindred," in Contemporary Literature 41.1 (2000 Spring): 525–53.
- Luckhurst, Roger, "'Horror and Beauty in Rare Combination': The Miscegenate Fictions of Octavia Butler," in Women: A Cultural Review 7.1 (1996): 28–38.
- Melzer, Patricia, Alien Constructions: Science Fiction and Feminist Thought. Austin: University of Texas Press, 2006. ISBN 978-0-292-71307-9
- Omry, Keren, "A Cyborg Performance: Gender and Genre in Octavia Butler," in Phoebe:Journal of Gender and Cultural Critiques.  17.2 (2005 Fall): 45-60.
- Ramirez, Catherine S. "Cyborg Feminism: The Science Fiction of Octavia Butler and Gloria Anzaldua." In Reload: Rethinking Women and Cyberculture, Mary Flanagan and Austin Booth (eds.). Cambridge: MIT Press, 2002: 374-402.
- Ryan, Tim A. "You Shall See How a Slave Was Made a Woman: The Development of the Contemporary Novel of Slavery, 1976-1987," in Calls and Responses: The American Novel of Slavery since Gone with the Wind. Baton Rouge: Louisiana State UP, 2008: 114-48.
- Schwab, Gabriele. "Ethnographies of the Future: Personhood, Agency and Power in Octavia Butler's Xenogenesis." In Accelerating Possession, William Maurer and Gabriele Schwab (eds.). New York: Columbia UP, 2006: 204-228.
- Scott, Johnathan. "Octavia Butler and the Base for American Socialism" In Socialism and Democracy 20.3 November 2006, 105-126
- Slonczewski, Joan, "Octavia Butler's Xenogenesis Trilogy: A Biologist's Response"

### 伝記と作品
- Octavia Butler Science Fiction and Fantasy Writers of America
- Voices from the Gaps: Octavia Estelle Butler; biography.
- Bibliography from Feminist Sci Fi Utopia
- Octavia E. Butler - Internet Speculative Fiction Database（英語）; bibliography.
- "The Book of Martha" at Scifi.com
- "Amnesty" at Scifi.com
- Octavia Butler biography from Black Women in America at OUP Blog
- "Devil Girl From Mars": Why I Write Science Fiction, MIT Media in Transition Project, 1998年10月4日
- Strange Bedfellows: Eugenics, Attraction, and Aversion in the Works of Octavia E. Butler

### インタビュー
- "Interview with Octavia Butler", Addicted to Race, 2006年2月6日.
- "Interview with Octavia Butler", The Indypendent, January 2006
- "Science Fiction Writer Octavia Butler on Race, Global Warming, and Religion", Democracy Now!, 2005年11月11日.
- Interview with Octavia Butler by Joshunda Sanders,In Motion Magazine (2004)
- "The Interplay of Science and Science Fiction" Panel Discussion, on NPR, Talk of the Nation, June 18, 2004 (audio)
- "Interview: Octavia Butler", scifidimensions, June 2004; on the 25th anniversary of Kindred.
- Kindred Reader’s Guide: A Conversation with Octavia Butler, Writers & Books, 2003
- "Essay on Racism: A Science-Fiction Writer Shares Her View of Intolerance", Weekend Edition Saturday, 2001年9月1日 (audio)
- Interview with Octavia Butler, Locus magazine, June 2000
- Ask the Experts: Octavia Butler, PBS  (video)
- 1996 Science Fiction Studies interview